# Bettingen (Szwajcaria)
Bettingen (gsw. Bettige) – szwajcarska gmina (niem. Einwohnergemeinde) w kantonie Bazylea-Miasto, jedna z trzech gmin wchodzących w skład tego kantonu. Poza nią są to gminy: Bazylea i Riehen. Leży ona w pobliżu granicy Szwajcarii z Niemcami i Francją.

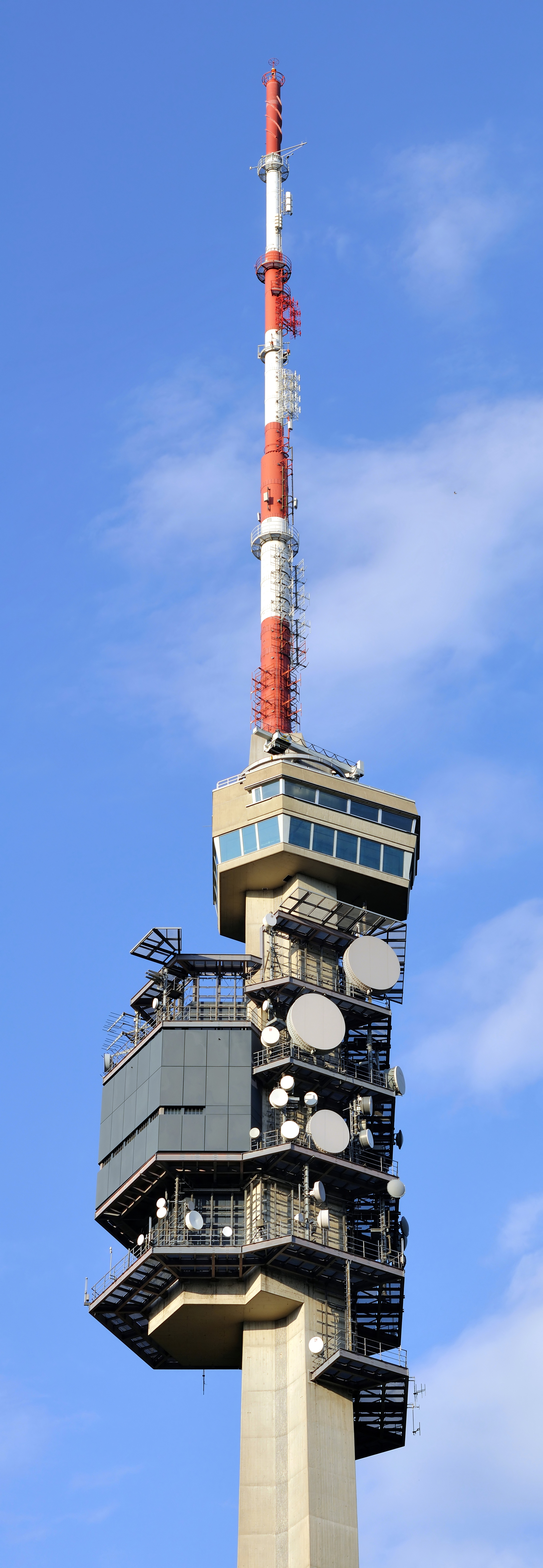
Wieża telewizyjna

## Populacja
| rok        | 1774 | 1815 | 1850 | 1900 | 1920 | 1941 | 1950 | 1960 | 1970 | 1980 | 1990 | 2000 | 2008 | 2010 | 2015 | 2020 |
| Mieszkańcy | 193  | 233  | 279  | 490  | 505  | 441  | 553  | 765  | 1062 | 1161 | 1069 | 1151 | 1175 | 1165 | 1205 | 1167 |

## Gmina
Gmina składa się dwóch różnych osad: po pierwsze z właściwej wsi Bettingen, alemańskiej osady, co można poznać po charakterystycznej końcówce ‘-ingen’. Wieś leży w kotlinie między dwoma pagórkami. Po drugie – na wzgórzu Chrischonahöhe, wokół kościoła powstała grupa domów, których historia zaczęła się w 1840 roku przy założeniu przez Christiana Friedricha Spittlera misji pielgrzymkowej St. Chrischona.
Już z 1356 roku pochodzą pierwsze wzmianki o kościele na górze St. Chrischona, który wg legendy miał być zbudowany na miejscu pochówku św. Chrischony (Krystyny).
Najbardziej widocznym punktem Bettingen jest wieża telewizyjna Swisscom stojąca na górze St. Chrischona. Mierząc 250 m stanowi najwyższą wolno stojącą budowlę Szwajcarii, ponadto stoi w najwyższym punkcie kantonu Bazylea-Miasto.